# Réserves de pétrole à Cuba

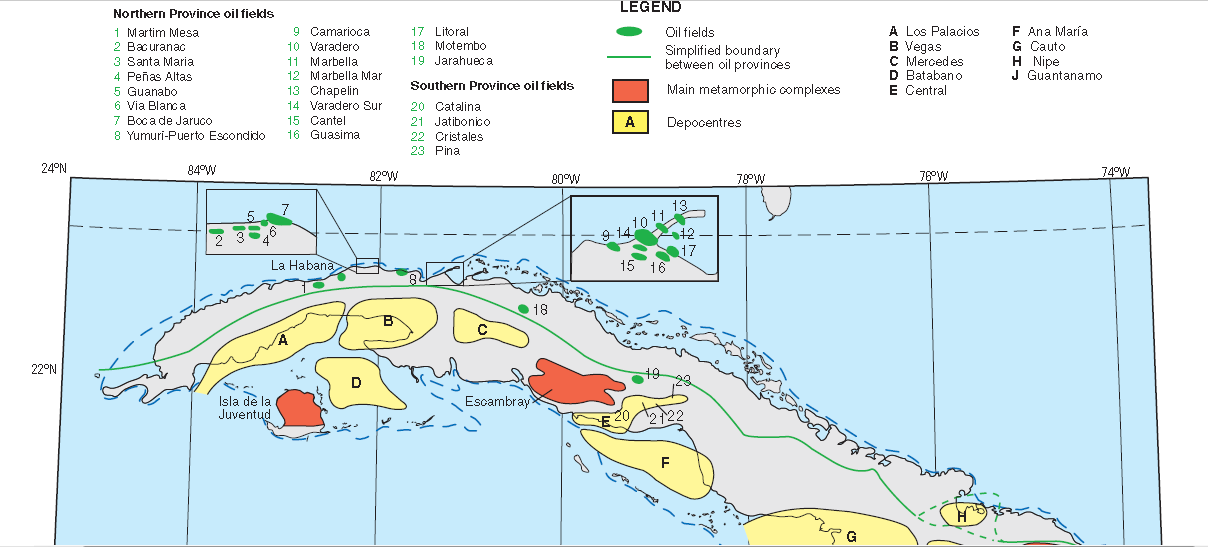
Emplacement des gisements pétroliers cubains

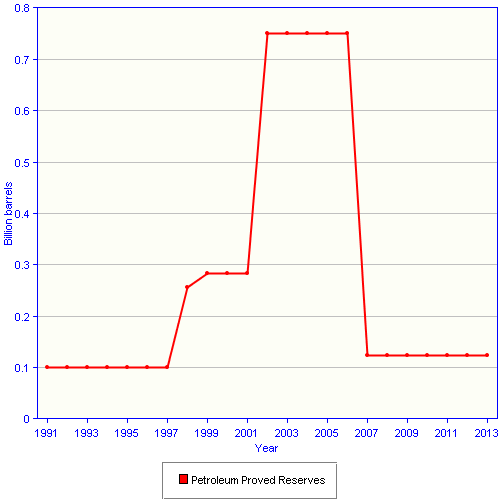
Réserves de pétrole prouvées à Cuba par an.

Cuba produit du pétrole depuis 1984, environ 28 000 barils de pétrole par jour en 2024, en baisse quasi constante depuis le pic pétrolier de 57 900 barils/jours de 2004.
Un partenariat, datant de 2004, entre une compagnie pétrolière espagnole et de l'entreprise pétrolière d'État cubaine (CUPET) a estimé que les réserves off-shore de Cuba devrait pouvoir produire à terme entre 4,6 et 9,3 milliards de barils de pétrole brut. L'United States Geological Survey (USGS) estime que Cuba a 9 milliards de barils de pétrole. En octobre 2008, le gouvernement cubain a annoncé que des bassins pétrolifères, principalement en off-shore, avait été découverts. Ils doubleraient ses réserves de pétrole, les portant à 20 milliards de barils. Si les estimations avaient été exactes, alors Cuba aurait eu l'une des 20 premières réserves au monde.
En 2010, un programme de location de blocs du fond de l'océan au nord et à l'ouest de Cuba était en cours. Aucune entreprise américaine n'y a participé en raison de l'embargo des États-Unis contre Cuba. Des entreprises privées et publiques brésilienne, indienne, norvégienne, russe, espagnole, vénézuélienne, et vietnamienne ont pris des baux. 
Ces blocs se situent à proximité des zones touristiques cubaine et de la Floride. Cuba ne possède pas l'équipement et l'expertise pour gérer une marée noire majeure.
Cependant, Repsol a abandonné l'exploration au large de Cuba en 2012 après un puits infructueux , Gazprom et Petronas n'ont pas non plus rencontré le succès.